# 大塚山古墳 (壱岐市)
大塚山古墳（おおつかやまこふん）は、長崎県壱岐市芦辺町深江栄触にある古墳。形状は円墳。長崎県指定史跡に指定されている。

## 概要

石室俯瞰図

石室展開図

壱岐島南西部、島内最大（長崎県内2番目）の広さの深江田原平野（ふかえたばるへいや）北端の標高74メートルの山頂に築造された古墳である。江戸時代の1855年（安政2年）に地元和尚による調査が実施されているほか、考古学調査が1982・1986年（昭和57・61年）に実施されている。
墳形は円形で、直径14メートル・高さ2メートルを測る。埋葬施設は、墳丘を竪穴に掘り込んで構築する竪穴系の横穴式石室で、竪穴式石室から横穴式石室への過渡的様相を示す。石室は南西方向に開口し、前幅1.18メートル・奥幅1.28メートル・奥行3.96メートルを測る。奥壁・側壁は玄武岩の板石の小口積みで、壁面にはベンガラが塗布される。出土品としては、1855年（安政2年）調査時の須恵器𤭯のほか、1986年（昭和61年）調査時の鉄器2点が知られるのみである。
築造時期は、古墳時代中期の5世紀後半頃と推定される。島内の古墳約260基のうちでは最古に位置づけられるとともに、横穴式石室の導入・展開を考えるうえで重要視される古墳になる。原の辻遺跡（一支国王都）近くに築造されるため弥生時代勢力の流れを汲む首長墓とされるが、壱岐島では原の辻遺跡の解体（古墳時代初め）から大塚山古墳築造までの約100年間は居住痕跡が見つからない「空白の1世紀」になるため、本古墳築造の背景は必ずしも詳らかでない。その後、6世紀後半には壱岐島で古墳築造の全盛期を迎えるが、その頃には築造の中心地は壱岐島中央部に移動する（壱岐古墳群）。
古墳域は1987年（昭和62年）に長崎県指定史跡に指定されている。

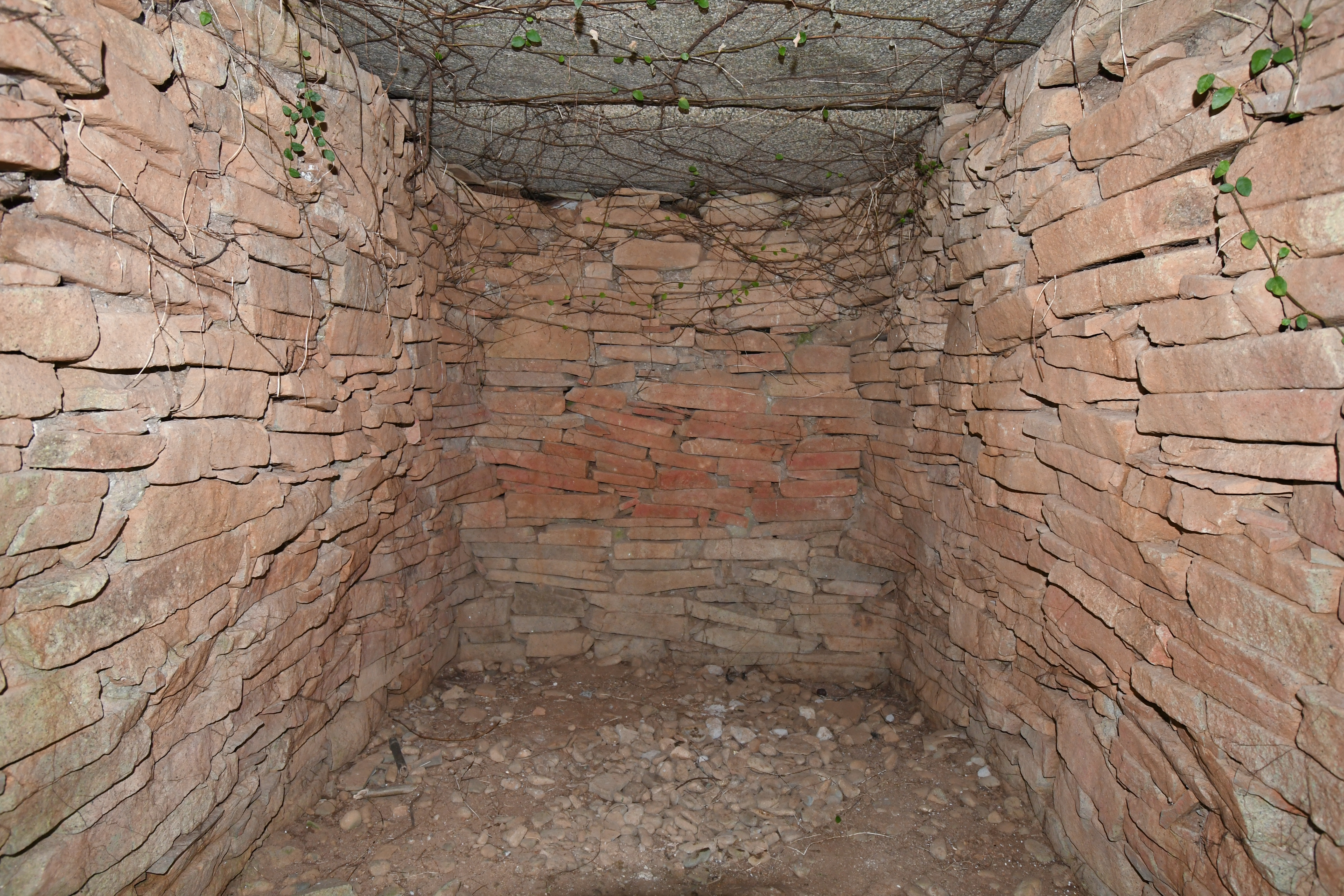
石室内部（奥壁方向）
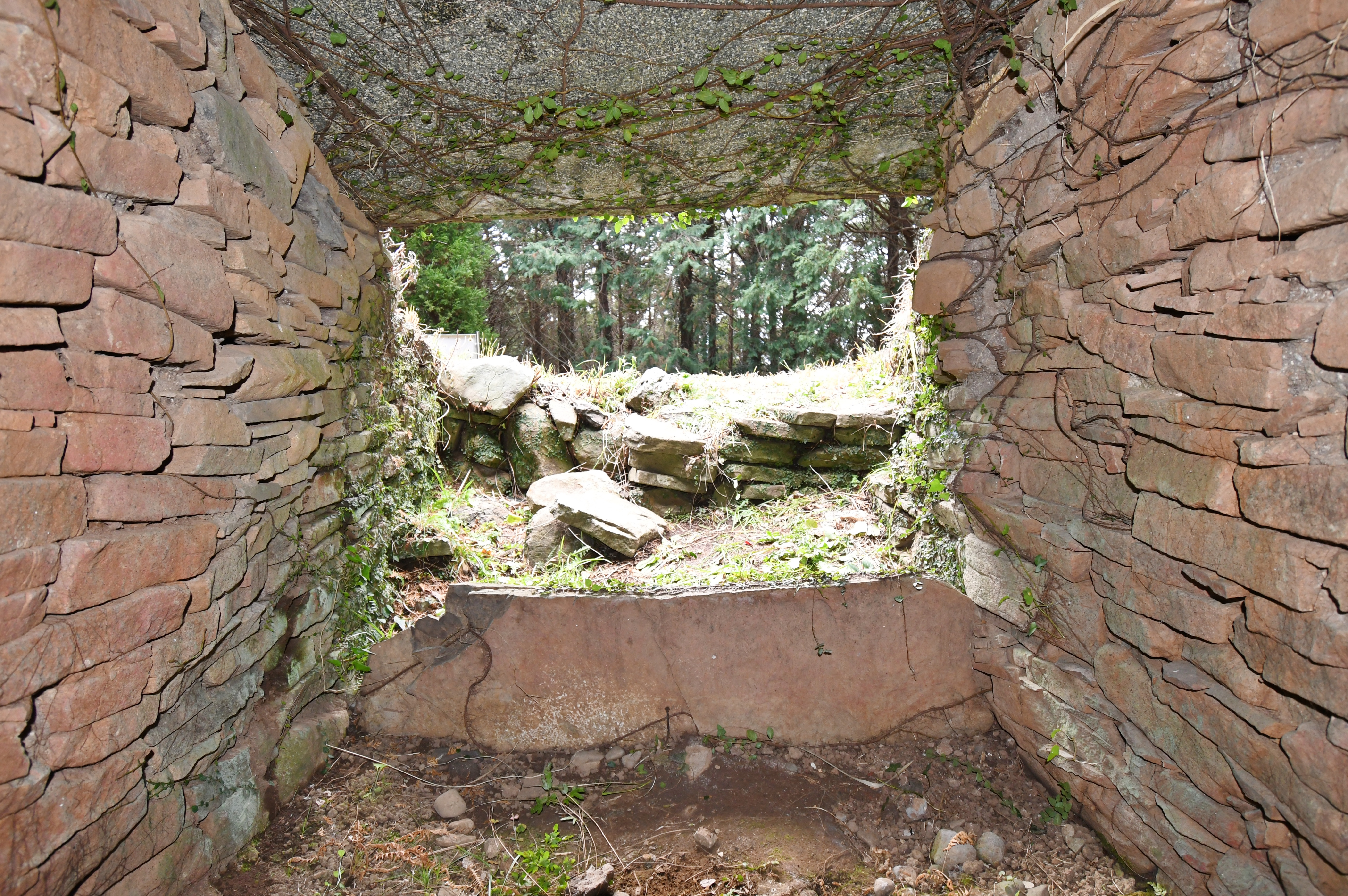
石室内部（開口部方向）
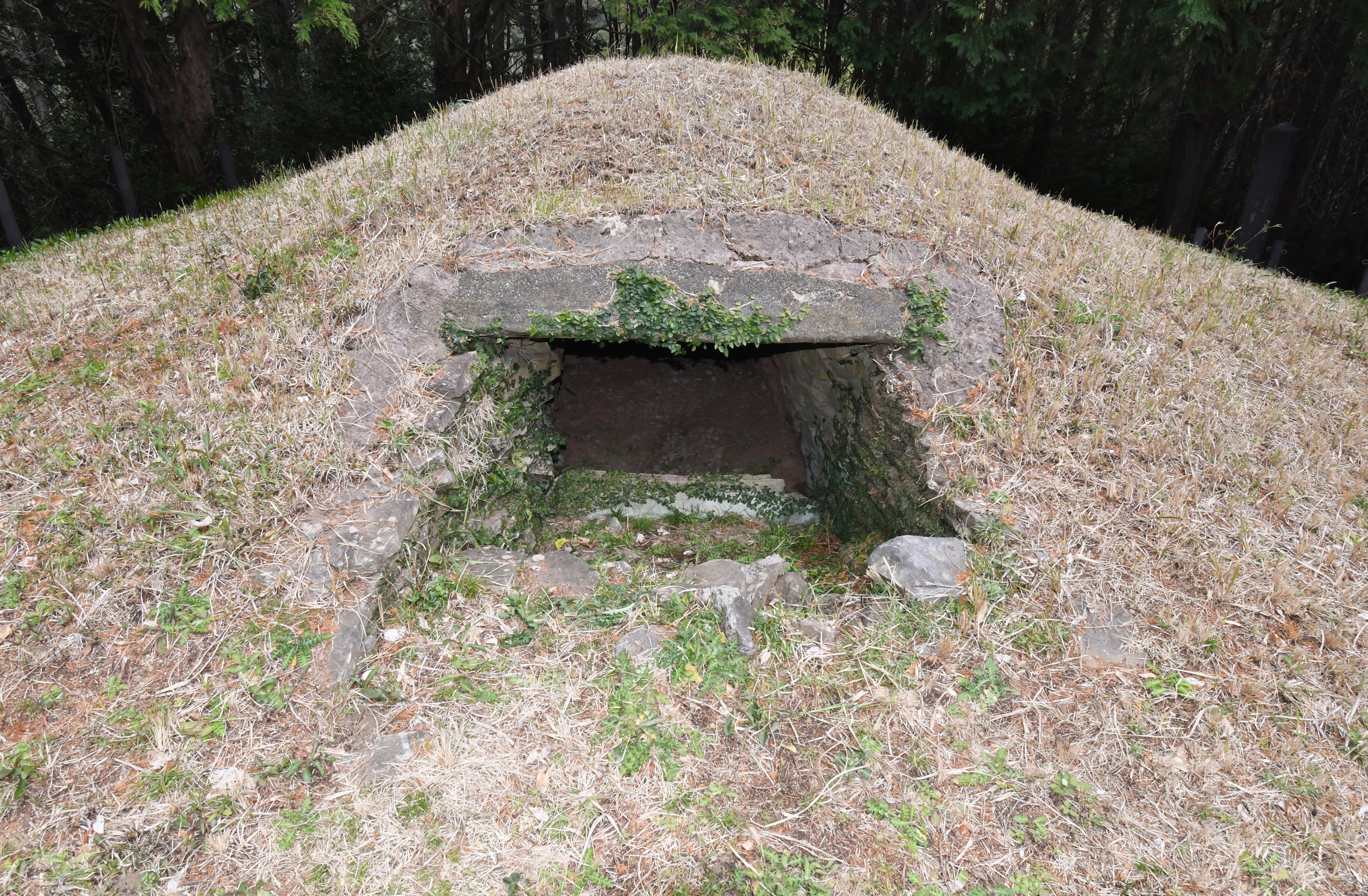
石室開口部

## 遺跡歴
- 安政2年（1855年）2月27日、安国寺の白華（びゃっけ）和尚による調査（「大塚山」も白華和尚が命名）[1]。
- 1982年（昭和57年）
  - 白華和尚発見の須恵器𤭯が所有者により公開[1]。
  - 8月、石室実測調査（壱岐国研究会）[1][3]。
- 1986年（昭和61年）、墳丘・石室調査および保存整備工事（芦辺町教育委員会）[1][3]。
- 1987年（昭和62年）3月3日、長崎県指定史跡に指定[5]。

## 文化財

### 長崎県指定文化財
- 史跡
  - 大塚山古墳 - 1987年（昭和62年）3月3日指定[5]。

## 関連文献
（記事執筆に使用していない関連文献）
- 『大塚山古墳 -壱岐郡芦辺町深江栄触字清水所在-』芦辺町教育委員会〈長崎県芦辺町文化財調査報告書第2集〉、1987年。 - リンクは奈良文化財研究所「全国遺跡報告総覧」。